# Émile Beaussier
Pour les articles homonymes, voir Beaussier.
Émile, Marius, Beaussier est un peintre français, né le 31 décembre 1874 à Avignon (Vaucluse) et mort le 18 octobre 1943 à Lyon (Rhône).
Il s'est particulièrement illustré dans la peinture de marines et de paysages ensoleillés.

## Biographie
Émile, Marius, Beaussier est élève à l'École nationale supérieure des beaux-arts de Lyon de 1889 à 1894, puis à Paris à l'Académie Julian où il suit les cours du grand peintre Jean-Paul Laurens.
Il est professeur de dessin à Lyon au petit collège de novembre 1906 à février 1922, membre de la Société Lyonnaise des Beaux-arts dont il est le président (1937-1939) et membre de la Société des artistes français. Il présente de nombreuses œuvres au Salon de Lyon à partir de 1892 et expose à Paris à partir de 1925. Il peint des villages ensoleillés de bord de mer, du sud de la France, de l'Italie et de l'Espagne. Il est également l’auteur d’affiches, de dessins, d’aquarelles et de portraits aux trois crayons.
Émile Beaussier, peintre voyageur laisse derrière lui une production importante d’œuvres exécutées dans le pourtour méditerranéen, comme son confrère Félix Ziem, Émile Beaussier peint souvent à Martigues, le petit port de pêche surnommé la Venise provençale lui inspire de nombreux tableaux. Une de ses œuvres est exposée au Musée Ziem de Martigues.
L’homme de lettres Jean-José Frappa a écrit sur Émile Beaussier :
«Tous les reflets, toutes les transparences, toutes les vibrations des couleurs se trouvent sur la palette du peintre des heures ensoleillées qu’est Émile Beaussier. Verts-émeraude des courants sous-marins, blancs laiteux des vagues, corail des rochers, bleus ardents et lourds de la Méditerranée endormie sous un ciel de feu, jeux du soleil qui s’accroche aux aspérités des vieilles pierres, éveils rosés des aurores, flamboiements des jours méridionaux, incendies des couchants, il a tout fixé sur ses toiles. Nul ne sait mieux que lui saisir l’ombre fugitive d’un nuage, la tache dansante d’un rayon qui passe entre des feuilles, le clapotis coloré de l’eau. C’est un aimable poète».
.
Le peintre est inhumé au Cimetière de Sainte-Foy-lès-Lyon.

## Prix et distinctions
- Médaille de 2e classe au Salon de Lyon en 1909, médaille du Salon de Lyon en 1924
Prix de la société 1931
- Mention honorable au Salon des artistes français en 1932.
- Officier d'académie

## Œuvres
(liste non exhaustive, par ordre chronologique) 
Note : les photos ci-dessous proviennent de résultats de ventes aux enchères, de collections privées, de reproductions et de cartes postales qu’éditait la Société lyonnaise des beaux-arts à l’occasion de ses salons.
| Tableau                             | Titre                                                       | Date d'exécution | Support et dimensions               | Expositions, notes | Lieu de conservation                                           |
| ----------------------------------- | ----------------------------------------------------------- | ---------------- | ----------------------------------- | --- | -------------------------------------------------------------- |
| Les Maitres Chanteurs de Nurenmberg | Les Maitres Chanteurs de Nuremberg au Grand Théâtre de Lyon | c.1896           | Lithographie sur toile 210 × 100 cm | | Localisation inconnue                                          |
| Cour fleurie, Sitges 1907           | Cour fleurie à Sitges                                       | 1907             | huile sur panneau 31 × 42 cm        | | Collection privée                                              |
| Église des baux 1907                | L'église des Baux                                           | c.1907           |                                     | salon 1907 de la Société lyonnaise des beaux-arts acquis par la ville de Lyon                                                                                     | Localisation inconnue                                          |
| Corrida de Muerte                   | Corrida de Muerte                                           | c.1908           |                                     | salon 1908 de la Société lyonnaise des beaux-arts (no 44 du catalogue)                                                                                            | Localisation inconnue                                          |
| Martigues 1910                      | La Venise Provençale                                        | c.1910           |                                     | salon 1910 de la Société lyonnaise des beaux-arts | Localisation inconnue                                          |
| Le Pont Alcantara Tolède            | Le Pont d'Alcántara à Tolède                                | c.1911           |                                     | salon 1911 de la Société lyonnaise des beaux-arts (no 41 du catalogue)                                                                                            | Localisation inconnue                                          |
| Le patio bleu 1913                  | Le patio bleu                                               | c.1913           | huile sur toile 145 × 114 cm        | salon 1913 de la Société lyonnaise des beaux-arts (no 45 du catalogue)                                                                                            | Localisation inconnue                                          |
| Compositeur Mariotte                | Portrait du compositeur Antoine Mariotte                    | c.1913           |                                     | salon 1913 de la Société lyonnaise des beaux-arts (no 44 du catalogue)                                                                                            | Localisation inconnue                                          |
| San Vigilio (lac de Garde)          | San Vigilio (lac de Garde)                                  | c.1914           |                                     | salon 1914 de la Société lyonnaise des beaux-arts (no 33 du catalogue)                                                                                            | Localisation inconnue                                          |
| L'église de mon village, Provence   | L'église de mon village, Villeneuve-lès-Avignon             | c.1919           | huile sur panneau 33 × 46 cm        | salon 1919 de la Société lyonnaise des beaux-arts (no 42 du catalogue)                                                                                            | Localisation inconnue                                          |
| Oratoire à San Remo                 | Oratoire à San Remo                                         | c.1921           | huile sur panneau 26 × 35 cm        | | Collection privée                                              |
|                                     | Le balcon rouge                                             | c.1923           | huile sur toile 65 × 95 cm          | salon 1923 de la Société lyonnaise des beaux-arts (no 40 du catalogue)                                                                                            | Musée des beaux-arts de Lyon                                   |
| Valréas par Beaussier               | Valréas                                                     | c.1926           | huile sur panneau 65 × 50 cm        | salon 1926 de la Société lyonnaise des beaux-arts (no 34 du catalogue)                                                                                            | Localisation inconnue                                          |
| Le Beau Voyage                      | Le Beau Voyage (Amalfi)                                     | c.1927           |                                     | salon 1927 de la Société lyonnaise des beaux-arts (no 29 du catalogue)                                                                                            | Localisation inconnue                                          |
| O sole mio                          | O sole mio                                                  | c.1928           |                                     | salon 1928 de la Société lyonnaise des beaux-arts (no 37 du catalogue)                                                                                            | Localisation inconnue                                          |
| Rive Napolitaine                    | Rive Napolitaine                                            | c.1928           |                                     | salon 1928 de la Société lyonnaise des beaux-arts (no 38 du catalogue)                                                                                            | Localisation inconnue                                          |
| Fontaine à Vinsobres                | Fontaine à Vinsobres                                        | c.1928           |                                     | salon 1928 de la Société lyonnaise des beaux-arts (no 40 du catalogue)                                                                                            | Localisation inconnue                                          |
| Pêcheurs à Amalfi                   | Marine à Amalfi                                             | c.1928           | huile sur panneau 60 × 80 cm        | | Localisation inconnue                                          |
| Le port d'Amalfi en 1929            | Amalfi                                                      | c.1929           | huile sur panneau 100 × 110 cm      | salon 1929 de la Société lyonnaise des beaux-arts (no 37 du catalogue)                                                                                            | Localisation inconnue                                          |
| Rive Ligure                         | Rive Ligure (Camogli)                                       | c.1929           |                                     | salon 1929 de la Société lyonnaise des beaux-arts (no 36 du catalogue)                                                                                            | Localisation inconnue                                          |
| Camogli                             | Camogli                                                     | c.1930           | huile sur toile 64,5 × 92 cm        | | Localisation inconnue                                          |
| Martigues                           | Le Quai Marceau, port de Martigues                          | c.1930           | huile sur panneau 38 × 46 cm        | | Collection privée                                              |
|                                     | Camogli, près de Gênes                                      | juillet 1931     | huile sur panneau 54 × 62,5 cm      | | Musée des beaux-arts de Lyon                                   |
| Martigues                           | Martigues                                                   | c.1931           | huile sur toile 54 × 65 cm          | salon 1931 de la Société lyonnaise des beaux-arts (no 34 du catalogue)                                                                                            | Musée Ziem à Martigues                                         |
| Catalogne                           | Catalogne                                                   | c.1931           |                                     | salon 1931 de la Société lyonnaise des beaux-arts (no 35 du catalogue)                                                                                            | Localisation inconnue                                          |
| Amalfi près de Naples               | Amalfi près de Naples                                       | c.1933           |                                     | salon 1933 de la Société lyonnaise des beaux-arts (no 24 du catalogue)                                                                                            | Localisation inconnue                                          |
| Maison à Deya 1933                  | maison à Deya (Majorque)                                    | c.1933           |                                     | salon 1933 de la Société lyonnaise des beaux-arts(no 25 du catalogue)                                                                                             | Localisation inconnue                                          |
| Cadaquès petit port espagnol        | Cadaquès petit port espagnol                                | c.1934           |                                     | salon 1934 de la Société lyonnaise des beaux-arts(no 22 du catalogue)                                                                                             | Localisation inconnue                                          |
| Cadaquès petit port espagnol        | Cadaquès petit port espagnol                                | c.1934           |                                     | salon 1935 de la Société lyonnaise des beaux-arts | Localisation inconnue                                          |
| Calvi, village corse                | Calvi, village corse                                        | c.1934           | huile sur panneau 55 × 46 cm        | | Musée d'Art moderne et contemporain de Saint-Étienne Métropole |
| Ponte-Vecchio                       | Ponte-Vecchio                                               | 1935             | huile sur panneau                   | salon 1935 artistes français Paris salon 1936 de la Société lyonnaise des beaux-arts (no 27 du catalogue)                                                         | Localisation inconnue                                          |
| Pourrières,Var                      | Pourrières,Var                                              | c.1936           | huile sur toile 46 × 38 cm          | salon 1936 de la Société lyonnaise des beaux-arts (no 31 du catalogue)                                                                                            | Localisation inconnue                                          |
| Vieux port Marseille                | Eglise des Augustins Marseille                              | aout 1937        | huile sur panneau 46 × 33 cm        | panneau peint à bord de l'Obstiné, remorqueur d'état | Localisation inconnue                                          |
| Matin calme 1938                    | Saint-Tropez Matin calme                                    | c.1938           |                                     | salon 1938 de la Société lyonnaise des beaux-arts(no 15 du catalogue)                                                                                             | Localisation inconnue                                          |
| Contre jour 1944                    | Contre-jour                                                 | c.1938           |                                     | salon 1938 de la Société lyonnaise des beaux-arts(no 16 du catalogue), et à titre posthume salon 1944 de la Société lyonnaise des beaux-arts (no 26 du catalogue) | Localisation inconnue                                          |
| Amalfi                              | Amalfi                                                      | c.1938           |                                     | salon 1938 de la Société lyonnaise des beaux-arts (no 13 du catalogue)                                                                                            | Localisation inconnue                                          |
| Martigues 1941                      | Martigues                                                   | c.1941           |                                     | salon 1941 de la Société lyonnaise des beaux-arts(no 25 du catalogue)                                                                                             | Localisation inconnue                                          |
| Martigues                           | Martigues, Barques de pêche                                 | 1939             | huile sur panneau 65 × 80 cm        | | Collection privée                                              |
| Bastia 1943                         | Le vieux port de Bastia                                     | c.1943           |                                     | salon 1943 de la Société lyonnaise des beaux-arts(no 20 du catalogue)                                                                                             | Localisation inconnue                                          |

## Sources
- Emmanuel Bénézit, Dictionnaire des peintres, sculpteurs, dessinateurs et graveurs
- Joconde : portail des collections des musées de France
- Ch. B., « Émile Beaussier », La Vie lyonnaise archives municipales de Lyon, fonds de la SLBA.